# Europese kampioenschappen kortebaanzwemmen 2019
De Europese kampioenschappen kortebaanzwemmen 2019 werden van woensdag 4 tot en met zondag 8 december 2019 georganiseerd in het Tollcross International Swimming Centre in het Britse Glasgow.

## Wedstrijdschema
| Woensdag 04/12 | Donderdag 05/12 | Vrijdag 06/12 | Zaterdag 07/12 | Zondag 08/12 |
| --- | --- | --- | --- | --- |
| Series vanaf 9:30 uur (lokale tijd) - 10:30 uur (MET) | | | | |
| 100 m vlinder mannen 50 m school vrouwen 50 m school mannen 400 m wissel vrouwen 400 m vrij mannen 100 m rug vrouwen 200 m rug mannen 4x50 m vrij mannen 800 m vrij vrouwen                                             | 200 m vrij mannen 50 vlinder vrouwen 200 m school mannen 100 m vrij vrouwen 100 m rug mannen 100 m wissel vrouwen 400 m wissel mannen 4x50 m wissel gemengd 1500 m vrij mannen                                                                                            | 100 m school vrouwen 50 m vrij mannen 200 m rug vrouwen 400 m wissel mannen 200 m school vrouwen 100 m school mannen 200 m vlinder vrouwen 200 m wissel mannen 4x50 m vrij vrouwen                                                                                | 50 vlinder mannen 50 m rug vrouwen 100 m vrij mannen 200 m vrij vrouwen 100 m vlinder vrouwen 100 m wissel mannen 200m wissel vrouwen 4x50 m vrij gemengd | 50 vrij vrouwen 50 m rug mannen 200 m school vrouwen 200 m vlinder mannen 400 m vrij vrouwen 4x50 m wissel mannen 4x50 m wissel vrouwen |
| Finales - vanaf 17:00 uur (lokale tijd) - 18:00 uur (MET) | | | | |
| HF 50 m school mannen HF 50 m school vrouwen F 200 m rug mannen F 400 m wissel vrouwen F 400 m vrij mannen HF 100 m rug vrouwen HF 100 m vlinder mannen F 50 m school vrouwen F 50 m school mannen F 4x50 m vrij mannen | HF 50 m vlinder vrouwen F 200 m vrij mannen F 200 m school vrouwen HF 100 m vrij vrouwen F 400 m wissel mannen F 100 m rug vrouwen HF 100 m rug mannen HF 100 m wissel vrouwen F 100 m vlinder mannen F 800 m vrij vrouwen F 50 m vlinder vrouwen F 4x50 m wissel gemengd | HF 50 m vrij mannen F 100 m vrij vrouwen HF 100 m school mannen F 200 m rug vrouwen F 200 m wissel mannen F 200 m vlinder vrouwen HF 100 m school vrouwen F 100 m rug mannen F 100 m wissel vrouwen F 1500 m vrij mannen F 50 m vrij mannen F 4x50 m vrij vrouwen | HF 50 m rug vrouwen HF 50 m vlinder mannen F 100 m school vrouwen HF 100 m vrij mannen F 200 m wissel vrouwen HF 100 m wissel mannen F 200 m vrij vrouwen F 100 m school mannen HF 100 m vlinder vrouwen F 50 m vlinder mannen F 50 m rug vrouwen F 4x50 m vrij gemengd | HF 50 m vrij vrouwen HF 50 m rug mannen F 200 m school vrouwen F 100 m vrij mannen F 100 m vlinder vrouwen F 400 m vrij vrouwen F 200 m vlinder mannen F 50 m vrij vrouwen F 50 m rug mannen F 4x50 m wissel vrouwen F 4x50 m wissel mannen |

## Selecties

### België
De Belgische zwembond selecteerde vier zwemmers voor dit toernooi, twee mannen en twee vrouwen.
Mannen
- Lander Hendrickx
- Pieter Timmers

Vrouwen
- Valentine Dumont
- Florine Gaspard

### Nederland
De technisch directeur van de KNZB, André Cats, selecteerde acht zwemmers voor dit toernooi, vier mannen en vier vrouwen.
Mannen
- Arno Kamminga
- Arjan Knipping
- Jesse Puts
- Joeri Verlinden

Vrouwen
- Femke Heemskerk
- Valerie van Roon
- Kira Toussaint
- Tamara van Vliet

## Medailles
Legenda
- WR = Wereldrecord
- ER = Europees record
- CR = Kampioenschapsrecord

### Mannen
| Onderdeel            | Goud | Goud       | Zilver                                                                     | Zilver   | Brons                                                                                              | Brons    |
| -------------------- | --- | ---------- | -------------------------------------------------------------------------- | -------- | -------------------------------------------------------------------------------------------------- | -------- |
| Vrije slag           | |            |                                                                            |          | |          |
| 50 m                 | Vladimir Morozov Rusland | 20,40      | Florent Manaudou Frankrijk                                                 | 20,66    | Maxim Lobanovszkij Hongarije                                                                       | 20,76    |
| 100 m                | Vladimir Morozov Rusland | 45,53      | Alessandro Miressi Italië                                                  | 45,90    | Vladislav Grinev Rusland                                                                           | 46,35    |
| 200 m                | Danas Rapšys Litouwen | 1.41,12    | Duncan Scott Verenigd Koninkrijk                                           | 1.41,42  | Michail Vekovisjtsjev Rusland                                                                      | 1.41,52  |
| 400 m                | Danas Rapšys Litouwen | 3.33,20 CR | Thomas Dean Verenigd Koninkrijk                                            | 3.37,95  | Gabriele Detti Italië                                                                              | 3.38,06  |
| 1500 m               | Gregorio Paltrinieri Italië | 14.17,14   | Henrik Christiansen Noorwegen                                              | 14.18,15 | David Aubry Frankrijk                                                                              | 14.25,66 |
| Rugslag              | |            |                                                                            |          | |          |
| 50 m                 | Kliment Kolesnikov Rusland | 22,75      | Christian Diener Duitsland                                                 | 23,07    | Shane Ryan Ierland                                                                                 | 23,12    |
| 100 m                | Kliment Kolesnikov Rusland | 49,09      | Christian Diener Duitsland                                                 | 49,94    | Robert Glință Roemenië                                                                             | 50,30    |
| 200 m                | Radosław Kawęcki Polen | 1.49,26    | Christian Diener Duitsland                                                 | 1.50,05  | Luke Greenbank Verenigd Koninkrijk                                                                 | 1.50,09  |
| Schoolslag           | |            |                                                                            |          | |          |
| 50 m                 | Vladimir Morozov Rusland | 25,51 ER   | Hüseyin Emre Sakçı Turkije                                                 | 25,82    | Arno Kamminga Nederland                                                                            | 25,84    |
| 50 m                 | Vladimir Morozov Rusland | 25,51 ER   | Hüseyin Emre Sakçı Turkije                                                 | 25,82    | Fabio Scozzoli Italië                                                                              | 25,84    |
| 100 m                | Arno Kamminga Nederland | 56,06      | Ilja Sjymanovitsj Wit-Rusland                                              | 56,42    | Fabio Scozzoli Italië                                                                              | 56,55    |
| 200 m                | Arno Kamminga Nederland | 2.02,36    | Erik Persson Zweden                                                        | 2.02,80  | Marco Koch Duitsland                                                                               | 2.02,87  |
| Vlinderslag          | |            |                                                                            |          | |          |
| 50 m                 | Oleg Kostin Rusland | 22,23      | Szebasztián Szabó Hongarije                                                | 22,35    | Ümit Can Güreş Turkije                                                                             | 22,38    |
| 100 m                | Marius Kusch Duitsland | 49,06      | Michail Vekovisjtsjev Rusland                                              | 49,53    | Marcin Cieślak Polen                                                                               | 49,75    |
| 200 m                | Andreas Vazaios Griekenland | 1.50,23    | Ramon Klenz Duitsland                                                      | 1.51,51  | James Guy Verenigd Koninkrijk                                                                      | 1.51,73  |
| Wisselslag           | |            |                                                                            |          | |          |
| 100 m                | Kliment Kolesnikov Rusland | 51,15      | Sergej Fesikov Rusland                                                     | 51,59    | Andreas Vazaios Griekenland                                                                        | 51,62    |
| 200 m                | Andreas Vazaios Griekenland | 1.50,85 ER | Tomoe Zenimoto Hvas Noorwegen                                              | 1.51,74  | Philip Heintz Duitsland                                                                            | 1.52,55  |
| 400 m                | Max Litchfield Verenigd Koninkrijk                                                                                               | 4.01,36    | Ilja Borodin Rusland                                                       | 4.03,65  | Danila Pasynkov Rusland                                                                            | 4.04,98  |
| Vrije slag estafette | |            |                                                                            |          | |          |
| 4x50 m               | Rusland Vladislav Grinev Michail Vekovisjtsjev Kliment Kolesnikov Vladimir Morozov Sergej Fesikov Danila Markov Aleksandr Popkov | 1.22,92    | Polen Paweł Juraszek Marcin Cieślak Karol Ostrowski Jakub Kraska           | 1.23,74  | Italië Federico Bocchia Marco Orsi Giovanni Izzo Alessandro Miressi Leonardo Deplano Thomas Ceccon | 1.24,50  |
| Wisselslagestafette  | |            |                                                                            |          | |          |
| 4x50 m               | Rusland Kliment Kolesnikov Vladimir Morozov Oleg Kostin Vladislav Grinev Sergej Fesikov Aleksandr Popkov Michail Vekovisjtsjev   | 1.30,63    | Hongarije Richárd Bohus Dávid Horváth Szebasztián Szabó Maxim Lobanovszkij | 1.32,10  | Wit-Rusland Viktar Staselovitsj Ilja Sjymanovitsj Jaoehen Tsoerkin Artsjom Matsjekin               | 1.32,29  |

### Vrouwen
| Onderdeel            | Goud                                                                                     | Goud    | Zilver | Zilver          | Brons                                                                                       | Brons   |
| -------------------- | ---------------------------------------------------------------------------------------- | ------- | --- | --------------- | ------------------------------------------------------------------------------------------- | ------- |
| Vrije slag           |                                                                                          |         | |                 |                                                                                             |         |
| 50 m                 | Maria Kameneva Rusland                                                                   | 23,56   | Mélanie Henique Frankrijk                                                                                     | 23,66           | Pernille Blume Denemarken                                                                   | 23,73   |
| 100 m                | Freya Anderson Verenigd Koninkrijk                                                       | 51,49   | Béryl Gastaldello Frankrijk                                                                                   | 51,85           | Femke Heemskerk Nederland                                                                   | 51,88   |
| 200 m                | Freya Anderson Verenigd Koninkrijk                                                       | 1.52,77 | Federica Pellegrini Italië                                                                                    | 1.52,88         | Femke Heemskerk Nederland                                                                   | 1.53,35 |
| 400 m                | Simona Quadarella Italië                                                                 | 3.59,75 | Isabel Marie Gose Duitsland                                                                                   | 4.00,01         | Ajna Késely Hongarije                                                                       | 4.00,04 |
| 800 m                | Simona Quadarella Italië                                                                 | 8.10,30 | Ajna Késely Hongarije                                                                                         | 8.11,77         | Martina Caramignoli Italië                                                                  | 8.12,36 |
| Rugslag              |                                                                                          |         | |                 |                                                                                             |         |
| 50 m                 | Kira Toussaint Nederland                                                                 | 25,84   | Béryl Gastaldello Frankrijk                                                                                   | 26,03           | Alicja Tchórz Polen                                                                         | 26,16   |
| 100 m                | Kira Toussaint Nederland                                                                 | 55,71   | Maria Kameneva Rusland                                                                                        | 56,10           | Georgia Davies Verenigd Koninkrijk                                                          | 56,73   |
| 200 m                | Margherita Panziera Italië                                                               | 2.01,45 | Daryna Zevina Oekraïne                                                                                        | 2.02,25         | Kira Toussaint Nederland                                                                    | 2.03,04 |
| Schoolslag           |                                                                                          |         | |                 |                                                                                             |         |
| 50 m                 | Benedetta Pilato Italië                                                                  | 29,32   | Martina Carraro Italië                                                                                        | 29,60           | Mona McSharry Ierland                                                                       | 29,87   |
| 100 m                | Martina Carraro Italië                                                                   | 1.04,51 | Arianna Castiglioni Italië                                                                                    | 1.05,01         | Jenna Laukkanen Finland                                                                     | 1.05,12 |
| 200 m                | Maria Temnikova Rusland                                                                  | 2.18,35 | Molly Renshaw Verenigd Koninkrijk                                                                             | 2.19,66         | Martina Carraro Italië                                                                      | 2.19,68 |
| Vlinderslag          |                                                                                          |         | |                 |                                                                                             |         |
| 50 m                 | Mélanie Henique Frankrijk                                                                | 24,56   | Béryl Gastaldello Frankrijk                                                                                   | 24,78           | Emilie Beckmann Denemarken                                                                  | 25,15   |
| 50 m                 | Mélanie Henique Frankrijk                                                                | 24,56   | Béryl Gastaldello Frankrijk                                                                                   | 24,78           | Jeanette Ottesen Denemarken                                                                 | 25,15   |
| 100 m                | Anastasja Sjkoerdai Wit-Rusland                                                          | 56,21   | Elena Di Liddo Italië                                                                                         | 56,37           | Anna Ntountounaki Griekenland                                                               | 56,44   |
| 200 m                | Katinka Hosszú Hongarije                                                                 | 2.03,21 | Ilaria Bianchi Italië                                                                                         | 2.04,20         | Zsuzsanna Jakabos Hongarije                                                                 | 2.05,00 |
| Wisselslag           |                                                                                          |         | |                 |                                                                                             |         |
| 100 m                | Katinka Hosszú Hongarije                                                                 | 57,36   | Maria Kameneva Rusland                                                                                        | 57,59           | Jenna Laukkanen Finland                                                                     | 58,62   |
| 200 m                | Katinka Hosszú Hongarije                                                                 | 2.04,68 | Maria Ugolkova Zwitserland                                                                                    | 2.06,59         | Siobhan-Marie O'Connor Verenigd Koninkrijk                                                  | 2.06,74 |
| 400 m                | Katinka Hosszú Hongarije                                                                 | 4.25,10 | Zsuzsanna Jakabos Hongarije                                                                                   | 4.28,76         | Ilaria Cusinato Italië                                                                      | 4.29,13 |
| Vrije slag estafette |                                                                                          |         | |                 |                                                                                             |         |
| 4x50 m               | Frankrijk Béryl Gastaldello Mélanie Henique Léna Bousquin Anna Santamans Anouchka Martin | 1.35,21 | Niet uitgereikt                                                                                               | Niet uitgereikt | Denemarken Julie Kepp Jensen Jeanette Ottesen Emilie Beckmann Pernille Blume Emily Gantriis | 1.35,24 |
| 4x50 m               | Nederland Tamara van Vliet Kira Toussaint Femke Heemskerk Valerie van Roon               | 1.35,21 | Niet uitgereikt                                                                                               | Niet uitgereikt | Denemarken Julie Kepp Jensen Jeanette Ottesen Emilie Beckmann Pernille Blume Emily Gantriis | 1.35,24 |
| Wisselslagestafette  |                                                                                          |         | |                 |                                                                                             |         |
| 4x50 m               | Polen Alicja Tchórz Dominika Sztandera Kornelia Fiedkiewicz Katarzyna Wasick             | 1.44,85 | Italië Silvia Scalia Benedetta Pilato Elena Di Liddo Silvia di Pietro Arianna Castiglioni Federica Pellegrini | 1.44,92         | Rusland Maria Kameneva Nika Godoen Arina Soerkova Darja Oestinova                           | 1.44,96 |

### Gemengd
| Onderdeel            | Goud | Goud       | Zilver                                                                            | Zilver  | Brons | Brons   |
| -------------------- | --- | ---------- | --------------------------------------------------------------------------------- | ------- | --- | ------- |
| Vrije slag estafette | |            |                                                                                   |         | |         |
| 4x50 m               | Rusland Vladimir Morozov Vladislav Grinev Arina Soerkova Maria Kameneva Michail Vekovisjtsjev Darja Oestinova Jelizaveta Klevanovitsj | 1.28,31 ER | Verenigd Koninkrijk Duncan Scott Scott McLay Anna Hopkin Freya Anderson James Guy | 1.28,64 | Frankrijk Maxime Grousset Florent Manaudou Melanie Henique Béryl Gastaldello Clément Mignon Anna Santamans | 1.28,86 |
| Wisselslagestafette  | |            |                                                                                   |         | |         |
| 4x50 m               | Rusland Kliment Kolesnikov Vladimir Morozov Arina Soerkova Maria Kameneva Sergej Fesikov Oleg Kostin Darja Oestinova                  | 1.36,22 WR | Nederland Kira Toussaint Arno Kamminga Joeri Verlinden Femke Heemskerk Jesse Puts | 1.37,22 | Denemarken Mathias Rysgaard Tobias Bjerg Jeanette Ottesen Pernille Blume Emilie Beckmann Emily Gantriis    | 1.38,02 |

### Medaillespiegel
| Plaats | Land                | Goud | Zilver | Brons | Totaal |
| 1      | Rusland             | 13   | 5      | 4     | 22     |
| 2      | Italië              | 6    | 7      | 7     | 20     |
| 3      | Nederland           | 5    | 1      | 4     | 10     |
| 4      | Hongarije           | 4    | 4      | 3     | 11     |
| 5      | Verenigd Koninkrijk | 3    | 4      | 4     | 11     |
| 6      | Frankrijk           | 2    | 5      | 2     | 9      |
| 7      | Polen               | 2    | 1      | 2     | 5      |
| 8      | Griekenland         | 2    | 0      | 2     | 4      |
| 9      | Litouwen            | 2    | 0      | 0     | 2      |
| 10     | Duitsland           | 1    | 5      | 2     | 8      |
| 11     | Wit-Rusland         | 1    | 1      | 1     | 3      |
| 12     | Noorwegen           | 0    | 2      | 0     | 2      |
| 13     | Turkije             | 0    | 1      | 1     | 2      |
| 14     | Zweden              | 0    | 1      | 0     | 1      |
| 14     | Zwitserland         | 0    | 1      | 0     | 1      |
| 14     | Oekraïne            | 0    | 1      | 0     | 1      |
| 17     | Denemarken          | 0    | 0      | 5     | 5      |
| 18     | Finland             | 0    | 0      | 2     | 2      |
| 18     | Ierland             | 0    | 0      | 2     | 2      |
| 20     | Roemenië            | 0    | 0      | 1     | 1      |
| Totaal | Totaal              | 41   | 39     | 42    | 122    |